# ブリーダーズカップ・ジュヴェナイルフィリーズターフ
ブリーダーズカップ・ジュヴェナイルフィリーズターフ（Breeders' Cup Juvenile Fillies Turf）とはアメリカ競馬の祭典であるブリーダーズカップ・ワールド・サラブレッド・チャンピオンシップの1日目の競走として行われる、2歳芝8ハロン（1マイル）の競走である。創設は2008年。日本では他の競走に倣ってBCジュヴェナイルフィリーズターフ（ビーシー - ）と簡略化されることが多い。
アメリカ競馬の2歳牝馬芝チャンピオンを決定する競走である。

## 歴史
- 2008年 創設。当初は国際グレードなしで行われる（国際グレードに指定されるための条件に満たないため）。
- 2010年 G2に格付けされる。
- 2012年 G1に格付けされる。

### 開催競馬場
| 回数   | 開催競馬場               | 施行距離 |
| ------ | ------------------------ | -------- |
| 第1回  | サンタアニタパーク競馬場 | 芝8f     |
| 第2回  | サンタアニタパーク競馬場 | 芝8f     |
| 第3回  | チャーチルダウンズ競馬場 | 芝8f     |
| 第4回  | チャーチルダウンズ競馬場 | 芝8f     |
| 第5回  | サンタアニタパーク競馬場 | 芝8f     |
| 第6回  | サンタアニタパーク競馬場 | 芝8f     |
| 第7回  | サンタアニタパーク競馬場 | 芝8f     |
| 第8回  | キーンランド競馬場       | 芝8f     |
| 第9回  | サンタアニタパーク競馬場 | 芝8f     |
| 第10回 | デルマー競馬場           | 芝8f     |
| 第11回 | チャーチルダウンズ競馬場 | 芝8f     |
| 第12回 | サンタアニタパーク競馬場 | 芝8f     |
| 第13回 | キーンランド競馬場       | 芝8f     |
| 第14回 | デルマー競馬場           | 芝8f     |
| 第15回 | キーンランド競馬場       | 芝8f     |
| 第16回 | サンタアニタパーク競馬場 | 芝8f     |
| 第17回 | デルマー競馬場           | 芝8f     |
| 第18回 | デルマー競馬場           | 芝8f     |

### 歴代優勝馬
| 回数   | 施行日         | 調教国・優勝馬     | 日本語読み                   | 性齢 | タイム  | 優勝騎手         | 管理調教師     |
| ------ | -------------- | ------------------ | ---------------------------- | ---- | ------- | ---------------- | -------------- |
| 第1回  | 2008年10月24日 | Maram              | マーラム                     | 牝2  | 1:35.15 | J.レスカーノ     | C.ブラウン     |
| 第2回  | 2009年11月6日  | Tapitsfly          | タピッツフライ               | 牝2  | 1:34.25 | R.アルバラード   | D.ロマンズ     |
| 第3回  | 2010年11月5日  | More Than Real     | モアザンリアル               | 牝2  | 1:36.61 | G.ゴメス         | T.プレッチャー |
| 第4回  | 2011年11月4日  | Stephanie's Kitten | ステファニーズキトゥン       | 牝2  | 1:38.90 | J.ヴェラスケス   | W.カタラノ     |
| 第5回  | 2012年11月2日  | Flotilla           | フロティラ                   | 牝2  | 1:34.64 | C.ルメール       | M.デルザングル |
| 第6回  | 2013年11月1日  | Chriselliam        | クリセリアム                 | 牝2  | 1:33.72 | R.ヒューズ       | C.ヒルズ       |
| 第7回  | 2014年10月31日 | Lady Eli           | レディイーライ               | 牝2  | 1:33.41 | I.オルティス Jr. | C.ブラウン     |
| 第8回  | 2015年10月30日 | Catch a Glimpse    | キャッチアグリンプス         | 牝2  | 1:39.08 | F.ジェルー       | M.キャシー     |
| 第9回  | 2016年11月4日  | New Money Honey    | ニューマネーハニー           | 牝2  | 1:34.01 | J.カステリャーノ | C.ブラウン     |
| 第10回 | 2017年11月3日  | Rushing Fall       | ラッシングフォール           | 牝2  | 1:36.09 | J.カステリャーノ | C.ブラウン     |
| 第11回 | 2018年11月2日  | Newspaperofrecord  | ニュースペーパーオブレコード | 牝2  | 1:39.00 | I.オルティス Jr. | C.ブラウン     |
| 第12回 | 2019年11月1日  | Sharing            | シェアリング                 | 牝2  | 1:34.59 | M.フランコ       | H.モーション   |
| 第13回 | 2020年11月6日  | Aunt Pearl         | アントパール                 | 牝2  | 1:35.71 | F.ジェルー       | B.コックス     |
| 第14回 | 2021年11月5日  | Pizza Bianca       | ピッツァビアンカ             | 牝2  | 1:35.36 | J.オルティス     | C.クレメント   |
| 第15回 | 2022年11月4日  | Meditate           | メディテート                 | 牝2  | 1:35.38 | R.ムーア         | A.オブライエン |
| 第16回 | 2023年11月3日  | Hard To Justify    | ハードトゥジャスティファイ   | 牝2  | 1:34.42 | F.プラ           | C.ブラウン     |
| 第17回 | 2024年11月1日  | Lake Victoria      | レイクヴィクトリア           | 牝2  | 1:34.28 | R.ムーア         | A.オブライエン |